# Revelation (videogioco 1984)
Revelation è un videogioco sparatutto pubblicato nel 1984 per Commodore 64 dall'editrice britannica Softek. Il protagonista cavalca un'aquila gigante all'interno di caverne che rappresentano l'inferno. In Nordamerica venne pubblicato dalla Mindscape nel 1986 in raccolta con altri due titoli della Softek/The Edge, Brian Bloodaxe e Quo Vadis. Quest'ultimo, realizzato dallo stesso Steven Chapman, ha evidenti somiglianze con Revelation nello stile grafico.

## Modalità di gioco
Il gioco si svolge in un labirinto di caverne rosse e gialle con visuale di profilo e scorrimento in tutte le direzioni. Il protagonista a cavallo dell'aquila può volare in tutte le direzioni e deve affrontare vari tipi di mostri volanti, armato di un bastone magico che spara automaticamente e continuamente proiettili in orizzontale, nel verso in cui è rivolto il personaggio.
Ogni livello è una diversa caverna e per completarlo si devono eliminare tutti i mostri che lo infestano. Tuttavia i mostri uccisi si rigenerano subito da qualche parte. Sparse per la caverna ci sono delle torri di mattoni che possono essere distrutte pezzo per pezzo fino a rivelare un pentacolo nascosto; quando tutti i pentacoli sono stati rivelati, un lampo blu segnala che i nemici non vengono più rigenerati e si possono eliminare definitivamente per completare il livello. Oltre ai mostri ci sono pozze di lava e alberi secchi il cui contatto è letale, mentre le pareti delle caverne sono innocue. Si può mettere il gioco in pausa, azione necessaria anche per vedere punteggio e vite rimaste, che normalmente non vengono mostrati.
Ci sono in tutto 40 caverne, per un'area di gioco totale ampia circa come 400 schermi, e 31 tipi di mostri che compaiono man mano che si progredisce, fino allo scontro finale con il mostro dell'Apocalisse.
A inizio partita si può scegliere tra due tipi di controllo del movimento. Normalmente l'aquila sta ferma in aria e si può muovere nelle otto direzioni con il joystick; in alternativa, per rendere le cose più difficili, si può abilitare il joystick solo agli spostamenti laterali, mentre l'aquila cade spontaneamente verso il basso e viene fatta volare verso l'alto premendo il pulsante di fuoco. Si può inoltre decidere di iniziare da quattro livelli a diverse difficoltà.